# Операција Ангела
Операција Ангела је био кодни назив операције ХВО-а да врати Оџак. Разлог зашто је Хрватско вијеће одбране обуставило операцију је зато што су имали веома мало војника, а и зато што је Војска Републике Српске узвратила са веома јаким ударом.

## Позадина
Први крајишки корпус ВРС је отпочео офанзиву кодног назива "Коридор 92" 24. јуна. Примарни циљ операције је био пробијање кроз положаје које су држале ХВО и ХВ између Модриче и Градачца, као и повезивање са Источнобосанским корпусом ВРС. Секундарни циљ били су напади у правцу Оџака, Дервенте и Босанског Брода. Примарни циљ је остварен 26. јуна након дводневних тешких борби. Након тога, снаге ВРС су кренуле према Модричи и 28. јуна су заузеле град. Секундарни циљеви суочени са јачим отпором ХВО и ХВ, спорије су остваривани.
Друга етапа офанзиве покренута је 4. јула. Састојала се од напредовања ВРС према Дервенти, Босанском Броду и Оџаку, с циљем избијања на ријеку Саву, а тиме уједно и на границу са Хрватском. Дервента је убрзо заузета 4–5. јула, а ВРС је наставила да наноси ударце хрватским снагама. ВРС је заузела Оџак 12. јула и изашла на обалу Саве сјеверно од града два дана касније.

## Операција
Напосљетку су одлучили и кренули у акцију. На своју руку прешли су чамцима Саву и пошли ослободити окупирано подручје. У магловитој ноћи 5. новембра 1993. године 250 припадника 102. пјешадијске бригаде ХВО-а Оџак под заповједништвом Томе Божића форсирали су Саву код Свилаја с територије Републике Хрватске у покушају ослобођења Оџачког дијела Босанске Посавине. Прешли су Саву и ушли на територију општине Оџак.
Понегде су продрли до 10 км у дубину, јер ту није била већа концентрација српских снага. Српска реакција није изостала. За освету су гранатирали славонска села. Српске пјешадијске снаге из резерве биле су подигнуте на већу висину спремности те за већу реакцију. Појачање војске Републике Српске стиже и узвраћа ударац. Због свега тога су припадници бригаде позвали да напусте акцију, односно на заповијед надређених с друге стране Саве да се морају вратити. Осим тога, због те акције у питању су дошли животи хрватских цивила из Какња и Вареша који су се уточиште нашли у Републици Српској након што су их муслиманске снаге истјерале из њихових домова односно након што су избјегли пред муслиманским снагама. Између осталог и зато је донесена одлука о напуштању ове акције. Након тога 3 године су боравили у Орашју и никад није дошла заповијед за одлазак у ослобађање Оџака. У акцији је погинуло 11 припадника ХВО а 7 припадника је заробљено; неки од њих су размијењени али тек 1995. године.